# Megabelodon
Megabelodon — це вимерлий рід гомфотеридів, який населяв Північну Америку з міоцену до пліоцену. Зразки були знайдені в Неваді та Нью-Мексико. Рід викликає суперечки, деякі палеонтологи вважають Megabelodon синонімом Gomphotherium.